# Chiritopsis subulata
Chiritopsis subulata är en tvåhjärtbladig växtart som beskrevs av Wen Tsai Wang. Chiritopsis subulata ingår i släktet Chiritopsis och familjen Gesneriaceae.

## Underarter
Arten delas in i följande underarter:
- C. s. subulata
- C. s. yangchunensis